# Laurent Jullier
Laurent Jullier, né en 1960 à Laxou, est un théoricien français du cinéma.

## Parcours et axes de recherches
Laurent Jullier est actuellement professeur d’études cinématographiques à l’IECA (Institut Européen de Cinéma et d’Audiovisuel) de l’Université de Lorraine, directeur de recherches à l'IRCAV (Institut de Recherches sur le Cinéma et l’Audiovisuel) de la Sorbonne Nouvelle-Paris III, et membre associé d’ARTHEMIS (Advanced Research Team on the History and Epistemology of Film and Moving Image Study, Concordia University, Montréal). En matière institutionnelle, il est membre du CNU 18e section (Arts) et membre du bureau de l’AFECCAV (Association Française des Enseignants et des Chercheurs en Cinéma et Audiovisuel).
Ses axes de recherche privilégient l’investissement cognitif et affectif des spectateurs dans les films qu’ils apprécient. Différents outils, en provenance de l’esthétique du cinéma, de la psychologie cognitive, de la philosophie morale de la sociologie et de la pragmatique sont mis à contribution, dans ses travaux, pour décrire cet investissement. Plus particulièrement, ces travaux ont jusqu’ici concerné : les moyens stylistiques et techniques employés pour faire effet (la bande-son et les images de synthèse des blockbusters, les mouvements de caméra « immersifs ») ; la construction et la réception des films (ou des séries télévisées) comme des « leçons de vie » ; la circulation des stéréotypes de genre ; la cinéphilie et les raisons d’aimer certains films plus que d’autres.

## Publications
- Précis d’analyse de la bande-son, Armand Colin, coll. « Cinéma & Audiovisuel », 1995.
- L’écran postmoderne, L’Harmattan, coll. « Champs Visuels », 1997.
- Les images de synthèse. De la technologie à l’esthétique, Nathan, coll. « 128 », 1998[1].
- L’analyse de séquences, Nathan, coll. « Fac-Cinéma », 2002. Troisième édition refondue, Armand Colin, coll. « Cinéma/Arts visuels », 2011.
- Cinéma & cognition, L’Harmattan, coll. « L’ouverture philosophique », 2002[2].
- Qu’est-ce qu’un bon film ?, La Dispute, hors coll., 2002. Seconde édition remaniée et actualisée, La Dispute, hors coll., 2012[3].
- Hollywood et la difficulté d'aimer, Stock, coll. « Un ordre d’idées », 2004[4].
- Star Wars, anatomie d’une saga, Armand Colin coll. Cinéma, 2005. Deuxième édition refondue, Armand Colin, coll. « Cinéma/Arts visuels », 2010[5].
- Le son au cinéma. Image et son : un mariage de raison, Cahiers du Cinéma, coll. « Petits Cahiers », 2006[6].
- Abécédaire des Parapluies de Cherbourg, L’Amandier, coll. « Ciné-Création », 2007[7].
- Interdit aux moins de 18 ans. Morale, sexe et violence au cinéma, Armand Colin, hors coll., 2008[8].
- Analyser un film. De l’émotion à l’interprétation, Flammarion, coll. Champs, 2012.

### Ouvrages en collaboration
- Stendhal, le désir de cinéma. Suivi des Privilèges du 10 avril 1840 de Stendhal, avec Guillaume Soulez, Séguier-Archimbaud, coll. « Carré Ciné », 2006[9].
- Lire les images de cinéma, avec Michel Marie, Larousse, coll. « Comprendre & Reconnaître », 2007. 2e édition revue et augmentée, 2012[10].
- La leçon de vie dans le cinéma hollywoodien, avec Jean-Marc Leveratto, Vrin, coll. « Philosophie & cinéma », 2008.
- Analyse d’une œuvre : Casque d’or, avec E. Dufour, Vrin, coll. « Philosophie & cinéma », 2009[11].
- Les hommes-objets au cinéma, avec Jean-Marc Leveratto, Armand Colin, coll. « Albums », 2009.
- Cinéphiles et cinéphilies. Une histoire de la qualité cinématographique, avec Jean-Marc Leveratto, Armand Colin, coll. « Cinéma/Arts visuels », 2010[12].
- Les pin-up au cinéma, avec M. Boissonneau, Armand Colin, coll. « Albums », 2010.
- Grey’s Anatomy. Du cœur au care, avec Barbara Laborde, P.U.F., 2012.
- Une brève histoire du cinéma, avec Martin Barnier, Pluriel, 2015.

### Direction de numéros de revues
- Degrés vol. 38, n°142 : « L’expérience du spectateur », avec Jean-Marc Leveratto, Bruxelles, été 2010.
- Corps, n°9 : « Un corps de cinéma », avec Bernard Andrieu, CNRS éd., avril 2011.
- Théorème n° 15 : « Le cinéma en situation », avec Laurent Creton & Raphaëlle Moine, Presses de la Sorbonne Nouvelle, octobre 2012.

### Sélection d’articles
- « Qu’est-ce qu’un bon film? », Esprit n°268, octobre 2000.
- « Devant les images de l’horreur », Esprit n°290, décembre 2002.
- « JLG/ECM », For ever Godard, M. Temple, J. Williams & M. Witt dir, Black Dog Publishing, Londres 2004.
- « The Sinking of the Self. Freudian Hydraulics », in The Big Blue", The Films of Luc Besson: Master of Spectacle, Susan Hayward & Phil Powrie dir., Manchester University Press 2006.
- « Représenter la différence des sexes : cinéma hollywoodien-cinéma français », avec Geneviève Sellier, Homme-femme, de quel sexe êtes-vous, dir. Lucille Guitienne & Marlène Prost, P.U.N, 2009.
- « To Cut Or Let Live: The Soundtrack According to Jean-Luc Godard », Sound and Music in Film and Visual Media. A Critical Overview, Graeme Harper ed., Continuum, London, 2009.
- « De la nécessité de s’entendre sur le degré d’énonciation. La réception de Boulevard de la Mort dans les courriels de l’IMDb », Degrés vol. 38, n° 142, été 2010.
- « Should I See What I Believe? Audiovisual Ostranenie and Evolutionary-Cognitive Film Theory », Ostrannenie, dir. Annie van den Oever, The Key Debate Series, Amsterdam University Press, 2010[13].
- « Avatar, ou la leçon d’écologie », avec Jean-Marc Leveratto, Poli n°3 : « Le spectacle de l’écologie », Paris, 2010.
- « Des nouvelles du style postmoderne », Positif n°605-606, juil.-août 2011.
- « Une rétro-ingénierie du regard. L’exemple des voyages de Scrooge »", Cinématismes. La littérature au prisme du cinéma, J. Nacache & J.-L. Bourget (dir.), coll. Film Cultures, Berne, Peter Lang, 2012.
- « Cinephilia in the Digital Age », avec Jean-Marc Leveratto, Audiences, dir. Ian Christie, The Key Debate Series, Amsterdam University Press, 2012.

### Sélection d’articles en ligne
- Entretien web «Cinéma & cognition», entretien avec Bruno Cornellier (Montréal) sur le site de Cadrage, 2003.
- « Come to Daddy : Aphex Twin & Jean-François Lyotard », Copyright Volume ! hors-série n°1 : Rock & cinéma, 2004, sur Revues.org.
- « Esthétique du cinéma et relations de cause à effet », CiNéMAS vol. 14 n°1 Cinélekta 5, Montréal, 2006.
- « Théories du cinéma et sens commun », CiNéMAS vol. 17 n°2-3 La théorie du cinéma enfin en crise, dir. Roger Odin, Montréal, printemps 2007.
- « Interdisciplinarité et études filmiques : le mariage découragé », sur le site Arthemis, Concordia University, 2008.
- Recension du livre de Noël Burch De la beauté des latrines, dans La Revue Internationale des Livres et des Idées n° 9, janvier 2009.
- « L’esprit, et peut-être même le cerveau... La question psychologique dans la Revue Internationale de Filmologie, 1947-1962 », CiNéMAS vol. 19, n°2-3, Montréal, automne 2009 : La filmologie, de nouveau, dir. Fr. Albera & M. Lefebvre.
- Conférence « Le spectateur remué », LabEx Expériences artistiques et pratiques scientifiques, Sorbonne Nouvelle, 2011.
- Conférence « Enseigner le cinéma au lycée : plaidoyer pour l'interdisciplinarité », sur le site du ministère de l'Éducation nationale, juin 2012.
- « Introduction à l’esthétique darwinienne », Proteus n°4 : « La place de l’esthétique en philosophie de l’art », dir. B. Trentini, octobre 2012.